# 瓏璽

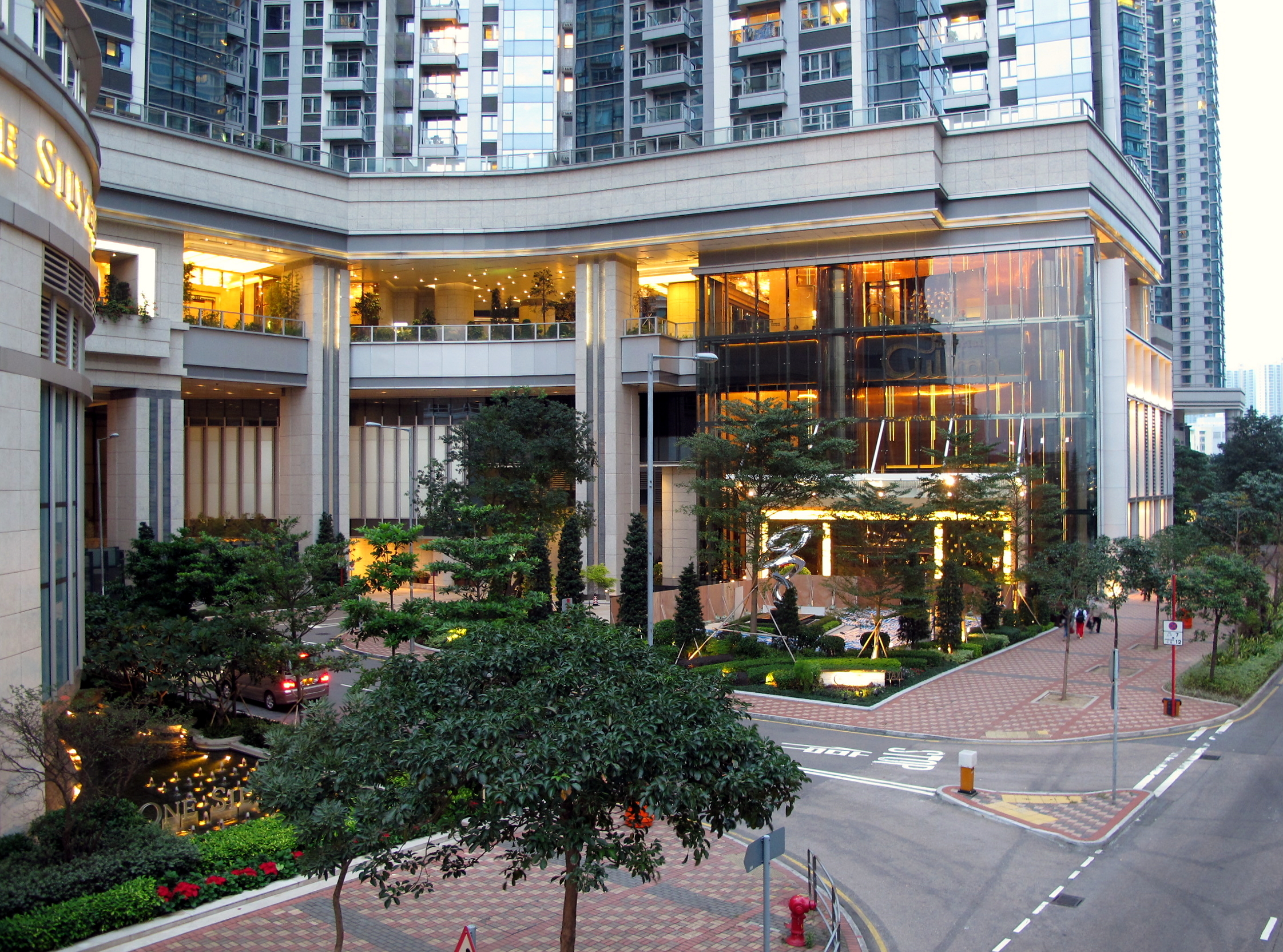
瓏璽基座入口

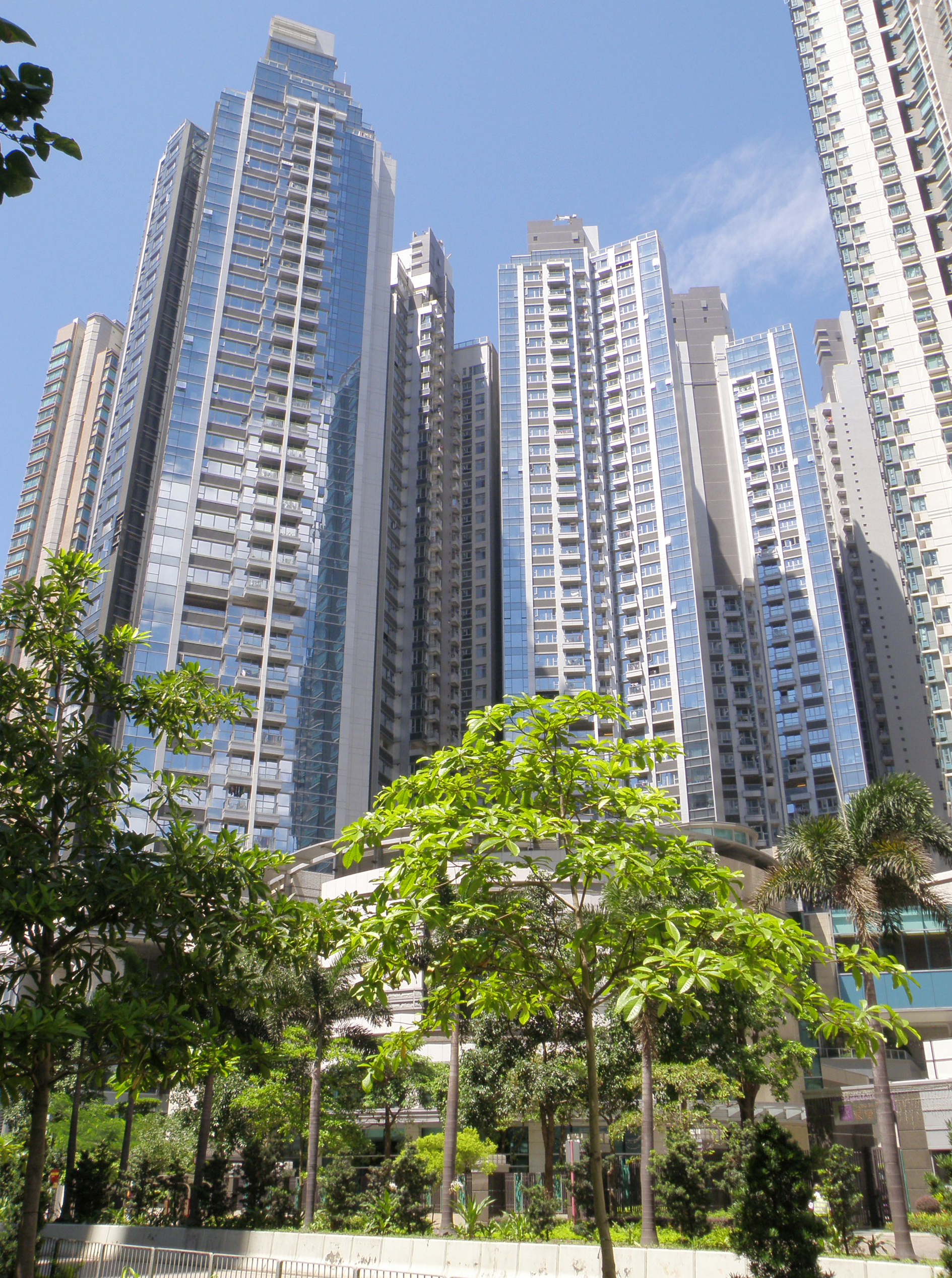
瓏璽東北面

瓏璽（英語：Imperial Cullinan）位于九龍大角咀海輝道10號，是西九龍新填海地區之臨海私人屋苑。发展商为新鴻基地產，建築師為巴馬丹拿。項目由6座大樓組成，共提供約650個住宅單位，標準分層單位建築面積由約800平方呎至約1900平方呎，提供由兩房至五房雙套房設計，物業於2012年建成，由康業服務負責管理。該盤於2011年開售，並於2017年9月再推出「撻訂」而收回及從未發售單位（共有近20伙）。

## 商場
基座商場樓高3層，由2012年一直空置至2016年，到2017年地下近100,000平方呎樓面改為香港道爾頓學校

## 住宅大樓
物業共設6座住宅大樓，沒有第4座、第5座和第7座。
- 第1座（臨海鑽），1層3伙
- 第2座（天海鑽），1層4伙
  - 第1及2座 - 32層（隔火層位於13樓），標準分層樓高3.35米
- 第3座（星海鑽），1層4伙
- 第6A座（迎海鑽），1層3伙
- 第6B座（朝海鑽），1層3伙
- 第8座（觀海鑽），1層5伙
  - 第3、6A、6B及8座 - 33層（隔火層位於15樓），標準分層樓高3.15米

### 單位建築面積
- 兩房單位 - 約700平方呎
- 兩房連1套房 - 約900平方呎
- 三房連1套房及1工人套房 - 約1,200至1,300平方呎
- 四房連1套房及1工人套房 - 約1,400平方呎
- 四房連2套房及1工人套房 - 約1,600至1,700平方呎
- 五房連2套房及1工人套房 - 約1,900平方呎
  - 分層標準住宅單位戶戶有露台
- 私人平台花園特式住宅
- 天際屋特色住宅(部分設天台私人泳池)

## 屏風樓爭議
发展商新鸿基地产於2008年6月以55.6億元、每呎樓面地價6066元投得，該海輝道地皮於賣地前夕被大角嘴居民稱可能產生屏風效應，入稟作司法覆核，但高等法院以質疑並不準確等拒絕。環保觸覺亦申請調減地皮地積比率以及建議劃出通風廊，於2008年8月遭城規會否決。及後兩名大角嘴居民，申請將該地皮轉作「政府、機構或社區」用途，被城規會否決。

## 示範單位

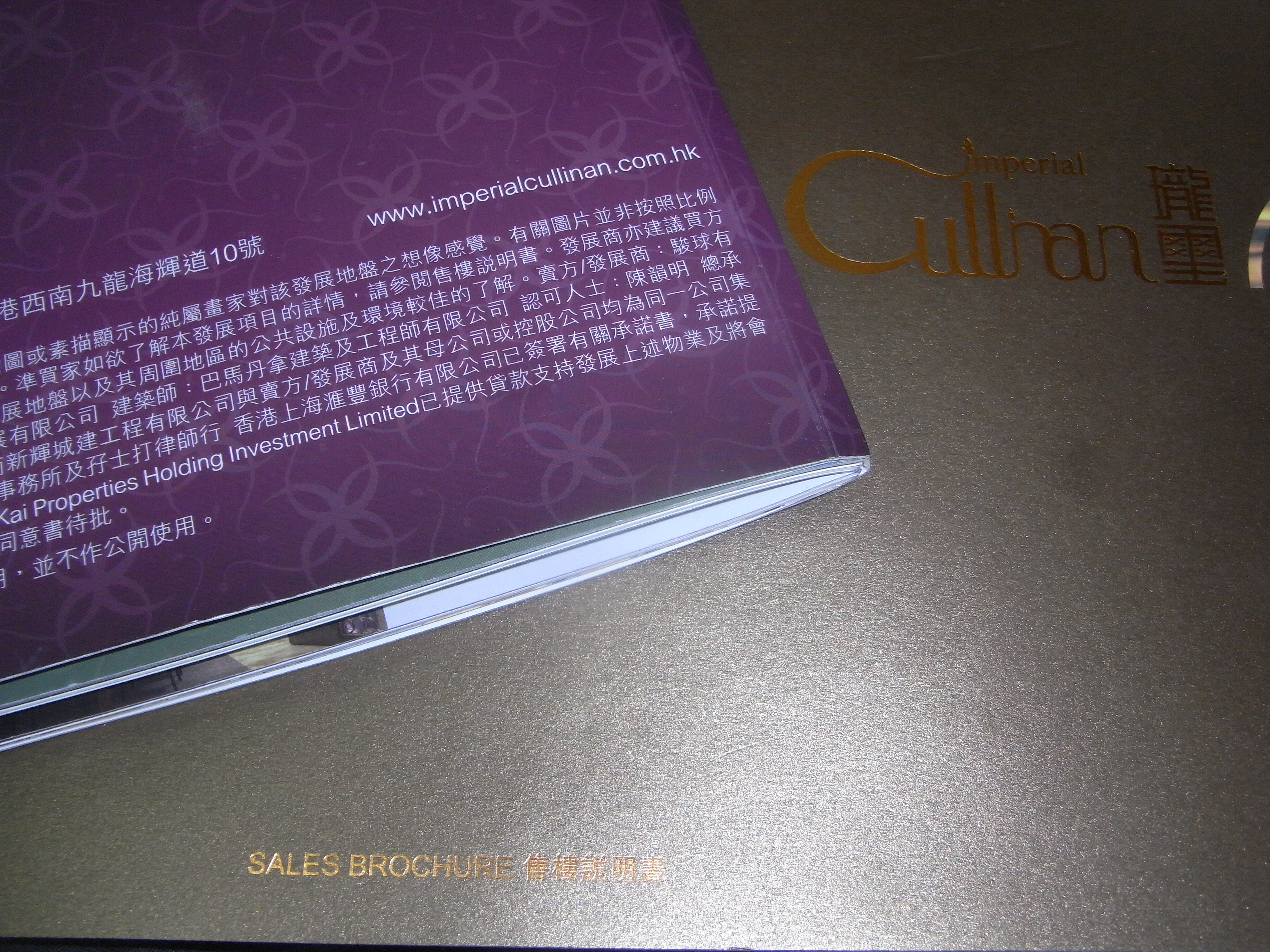
瓏璽的售樓說明書（舊版）
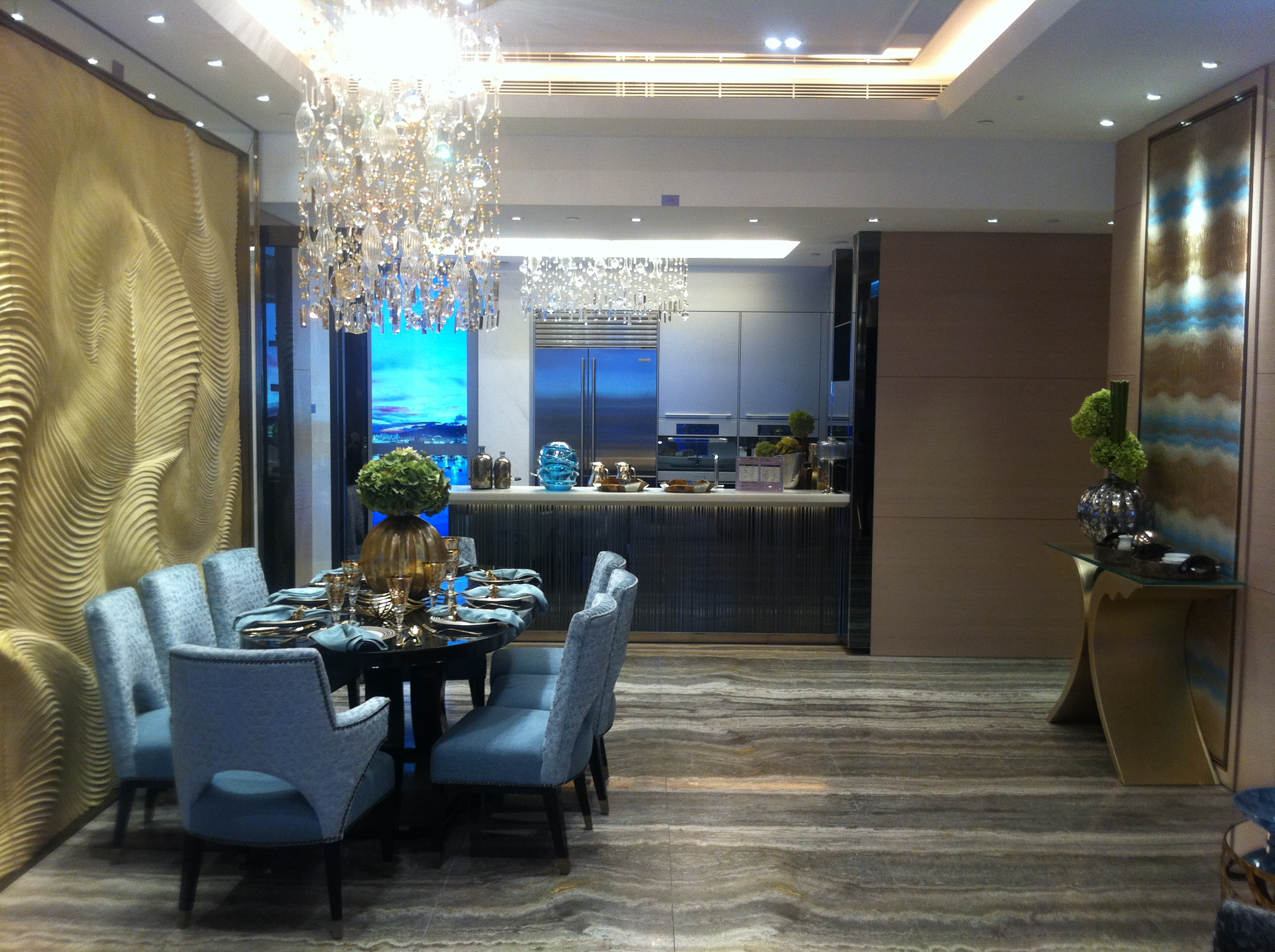
瓏璽於環球貿易廣場的示範單位 - 飯廳
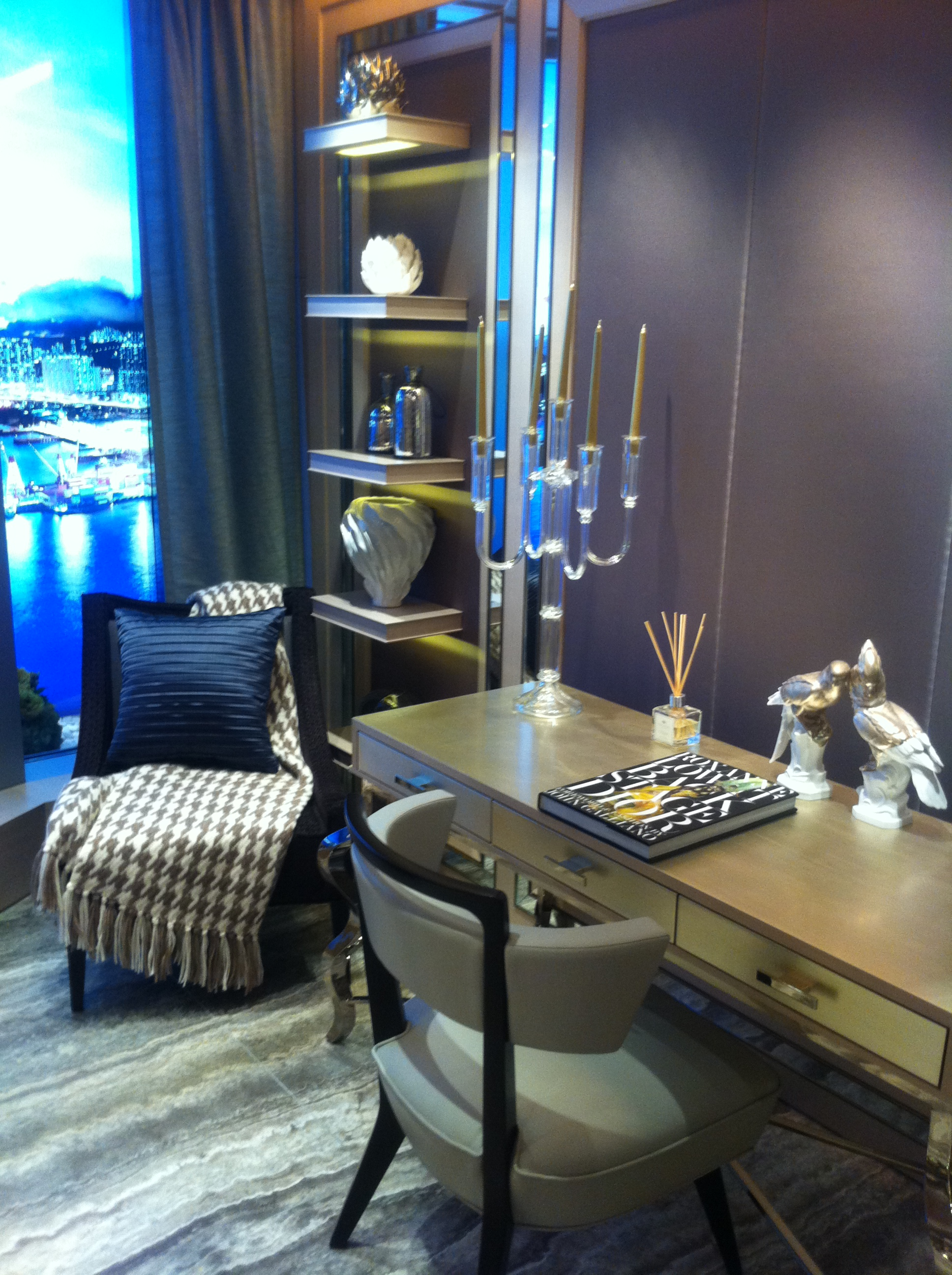
書房

## 鄰近
- 油麻地避風塘
- 一號銀海
- 凱帆軒
- 浪澄灣
- 維港灣
- 奧海城

## 外部連結
- 瓏璽 （页面存档备份，存于）